# Milan Pavkov
Milan Pavkov (Novi Sad, 9 de febrero de 1994) es un futbolista serbio que juega de delantero en el FK Čukarički de la Superliga de Serbia. Es internacional con la selección de fútbol de Serbia.

## Trayectoria
Pavkov comenzó su carrera en el FK Novi Sad en 2012, equipo que lo cedió durante la temporada 2012-13 al Mladost Bački Petrovac, donde jugó 25 partidos y marcó 10 goles.
Esto llamó la atención del ČSK Čelarevo que lo terminó fichando. En este equipo jugó dos temporadas, contabilizando un total de 54 partidos disputados y 26 goles.
Tras jugar una temporada en el FK Vojvodina y otra en el FK Radnički Niš ficha por el Estrella Roja en 2017.

### Estrella Roja
Después de fichar por el Estrella Roja, el club serbio decide que continue cedido en el FK Radnički Niš durante la temporada 2017-18. Después de jugar 33 partidos y marcar 23 goles en este equipo regresa al Estrella Roja para ser miembro de pleno derecho de la primera plantilla.
Con el Estrella Roja consiguió la clasificación para la fase de grupos de la Liga de Campeones de la UEFA 2018-19, siendo un jugador importante del equipo serbio en la misma, pese a que terminaron últimos en su grupo. Su mejor partido fue ante el Liverpool, equipo al que le anotó un doblete, dándole la victoria al Estrella Roja por 2-0. El Liverpool luego fue campeón de la Champions, lo que le da aún más valor a la gesta de Pavkov y el Estrella Roja.
Con el Estrella Roja logró la Superliga de Serbia en esa misma temporada (2018-19).

## Clubes
| Club                            | País           | Año       |
| ------------------------------- | -------------- | --------- |
| FK Novi Sad                     | Serbia         | 2012-2013 |
| Mladost Bački Petrovac (cedido) | Serbia         | 2012-2013 |
| ČSK Čelarevo                    | Serbia         | 2013-2015 |
| FK Vojvodina                    | Serbia         | 2015-2016 |
| FK Radnički Niš                 | Serbia         | 2016      |
| Estrella Roja                   | Serbia         | 2017-2022 |
| FK Radnički Niš (cedido)        | Serbia         | 2017-2018 |
| Al-Fayha F. C.                  | Arabia Saudita | 2022-2024 |
| FK Čukarički                    | Serbia         | 2024-     |

## Palmarés

### Títulos nacionales
| Título              | Club                      | País   | Año  |
| ------------------- | ------------------------- | ------ | ---- |
| Superliga de Serbia | Estrella Roja de Belgrado | Serbia | 2019 |
| Superliga de Serbia | Estrella Roja de Belgrado | Serbia | 2020 |
| Superliga de Serbia | Estrella Roja de Belgrado | Serbia | 2021 |
| Copa de Serbia      | Estrella Roja de Belgrado | Serbia | 2021 |
| Superliga de Serbia | Estrella Roja de Belgrado | Serbia | 2022 |
| Copa de Serbia      | Estrella Roja de Belgrado | Serbia | 2022 |